# The Vanishing of S.S. Willie
The Vanishing of S.S. Willie ist ein kurzer Horrorfilm aus dem Jahr 2024, der von Nick Lives geschrieben und inszeniert wurde. Es nutzt den amerikanischen Public Domain-Status des kurzen Zeichentrickfilms Steamboat Willie, in dem die älteste Version von Mickey Mouse vorkommt.
Der Film wurde am 1. Januar 2024 über YouTube veröffentlicht und gilt als der erste veröffentlichte Film, der auf Steamboat Willie basiert, seit der Cartoon gemeinfrei wurde.

## Handlung
Der Film wurde als verschollener Dokumentarfilm aus dem Jahr 1928 präsentiert und handelt vom angeblichen Verschwinden des Handelsdampfers S.S. Willie im Jahr 1909. Die Geschichte wird mit der Behauptung eingeleitet, dass ein Studiobrand alle bekannten Filmkopien vor der Premiere zerstört und sie damit in die verlorene Geschichte verbannt habe. Sie verleihen dem Werk eine Found-Footage-artige Atmosphäre.
Der Film selbst zeigt eine Reihe von Beweisen und Hintergrundgeschichten, die von Ben Collin und seiner Crew entdeckt wurden, die versucht haben, das Geheimnis um das Schicksal der S.S. Willie und ihrer Crew zu lösen. Er beginnt mit der Enthüllung der Crew an Bord des Schiffes: Der Kapitän, der Erste Maat, zwei Deckhelfer, das Zimmermädchen und der Schiffsjunge, die alle unbenannt bleiben und verschiedene Tier-Mensch-Hybridwesen sind.
Nachdem Collin die Besatzung vorgestellt hat, zeigt er ein Interview mit einem namenlosen und gesichtslosen Zeugen, der als letzter die S.S. Willie und ihre Besatzung gesehen hat. Sie sprechen darüber, wie sie den Schiffsjungen kennengelernt haben und wie er behauptete, dies sei seine letzte Reise, und dass er danach heiraten und bald mit seiner Frau „Musik machen“ würde.
Als Nächstes zeigt Collin eine Reihe von Protokollen, die der Kapitän an Land und durch Wasser beschädigt gefunden hat. In den Protokollen steht, dass der Kapitän seltsame Musik und Schreie vom Schiff gehört hat und dass beide Deckhelfer verschwunden sind. Als auch das Zimmermädchen und der Schiffsjunge verschwunden sind, macht sich der Kapitän auf die Suche nach den vermissten Besatzungsmitgliedern und sucht den nächsten Hafen auf. Der letzte Protokolleintrag lautet einfach: „Ich habe die Musik gefunden.“
Danach hat Collin genügend Informationen gesammelt, um den wahrscheinlichen Ort des Verschwindens der S.S. Willie zu lokalisieren. Er schickt sich und seine Mannschaft an den Ort und schickt jemanden, der unter Wasser geht und filmt, was er finden kann. Der Film zeigt dann Fotos von dem, was an der Stelle gefunden wurde. Die S.S. Willie wurde gesunken aufgefunden und in den Trümmern befanden sich die Skelettreste des Kapitäns, des Ersten Offiziers und der Deckhelfer, aber die Leichen der letzten drei wurden seltsam verstümmelt gefunden, so dass sie wie Instrumente aussahen. Die Leichen des Schiffsjungen und des Zimmermädchens wurden jedoch nicht gefunden.
Am Ende der Dokumentation spielt Collin eine Schallplatte mit dem Titel „Our Music“, die er am Wrack gefunden hat. Darauf läuft eine verzerrte Version von „Turkey in the Straw“, im Hintergrund sind Schreie zu hören.

## Rezeption
The Vanishing of S.S. Willie erregte nach seiner Veröffentlichung die Aufmerksamkeit der Medien. ComingSoon.net berichtete auf seiner Website über das Video und merkte an, dass es „mit Abstand eine der kreativsten Verwendungen von Steamboat Willie ist, die bisher aufgetaucht sind.“